# ¡Suicídate, mi amor!
¡Suicídate, mi amor! è un film messicano del 1961 diretto da Gilberto Martínez Solares.

## Trama
Il film racconta la storia di Raúl (Germán Valdés), un ricco allevatore che conduce una vita rilassata nella capitale senza trascurare i suoi affari in campagna. Raúl ha una relazione romantica con un'attrice teatrale di nome Linda, con l'approvazione entusiastica della madre dell'artista a causa della convenienza in contanti che Raúl rappresenta per sua figlia.
Una notte in cui Raul organizza una festa per Linda, che lei ha richiesto, improvvisamente un attentatore suicida che ha appena lanciato una finestra cade dal cielo. Raul decide di completare l'intervento che il destino gli ha portato come Divina Provvidenza e porta la ragazza nel suo appartamento per riprendersi. Una volta lì, la ragazza, di nome Lucero (Teresa Velázquez), racconta la sua storia in cui, delusa dagli uomini che vogliono solo abusarla, aveva deciso di togliersi la vita. Raúl la convince che ha torto a giudicare tutti allo stesso modo e la convince a rimanere a casa sua per mostrarle che ci sono ancora uomini buoni al mondo che possono aiutare senza interesse. Lucero accetta e da quel momento Raúl ordina al suo assistente, il Grande Martinez (Roberto Ramírez Garza, Beto il farmacista), di prendersi cura di lei. Lucero resta a vivere con loro come se fosse parte di una famiglia.
Un giorno Raúl dà a Lucero la sua migliore cavalla, chiamata "La Muñeca", in modo che lei recuperi l'illusione nella vita per qualcosa, e funziona, perché Lucero diventa così affezionata alla giumenta che la guarisce e la mette in forma in modo che partecipi ai circuiti. Arriva un giorno in cui "La Muñeca" deve correre e Raúl deve decidere di partecipare all'evento a sostegno del braccio di Lucero o Linda. Linda, che non è stupida, nonostante sia quella che accompagna finalmente Raul nelle gare, inizia a provare gelosia per Lucero nella misura in cui poco dopo averla incontrata all'ippodromo, va a cercarla nell'appartamento di Raúl per chiederle di uscire dalla vita del suo uomo. La discussione si conclude a colpi e solo l'intervento di Martínez salva la situazione.
Raúl non viene a sapere cosa è successo tra Linda e Lucero, ma conosce l'uomo che ha motivato Lucero nel tentativo di suicidio e gli dà il dovuto. Linda, sentendo che inizia a perdere il suo posto nel cuore di Raúl, finge il suicidio e Raúl, che sta per confessare il suo amore per Lucero, viene improvvisamente interrotto quando riceve la falsa richiesta di aiuto di Linda e corre al suo fianco. Lucero, indispettita, ha in programma di partire con il suo medico (Antonio Raxel) e li rivela a Raul per renderlo geloso. Raul reagisce violentemente e colpisce il dottore e sta per andare contro Lucero quando l'intervento tempestivo di Martinez che li riporta al buon senso e la realtà dei loro sentimenti li aiuta ad accettare l'amore che provano l'uno per l'altro.